# Antonio Guirau
Antonio Guirau Sena (Madrid, 13 de agosto de 1939 - Madrid, 15 de enero de 2001) fue un director y gestor teatral español.

## Biografía
Desde sus años de estudiante de Ciencias Exactas en la Universidad de Madrid, participó activamente en el Teatro Español Universitario. En los años 1960 y 1970, inició su andadura como director teatral con dos compañías: el Teatro de Cámara Pigmalión, que funda en 1960 y con el que representa piezas de dramaturgos españoles y europeos, también de la vanguardia teatral, como Fernando Arrabal, y el Pequeño Teatro de Madrid, formación con la que desde los años 1970 comienza en la capital de España el estreno de obras de autores clásicos españoles, en especial de la generación del 98 por los que sentía predilección, y con la que en 1974 recorrió Europa y América con el nombre de Teatro Popular Villa de Madrid. A su vuelta a España, la nueva situación política que se despliega en la Transición democrática y los notables cambios en la vida cultural de Madrid, le permiten el montaje de grandes obras que salen del espacio de los teatros a marcos de la ciudad que se convierten, así, en espacios escénicos. Al crearse el Centro Cultural de la Villa de Madrid, Guirau fue asesor artístico y su primer director. En otras dos ocasiones volvió a ser responsable del centro, la última en 1997, en donde permaneció hasta su fallecimiento.

## Obras
- Teatro y educación (1972, junto con Juan Cervera);
- El viaje de Pedro el afortunado (1972), adaptación de la obra de August Strindberg;
- La discreta enamorada (1991), adaptación de la obra de Lope de Vega;
- Desde la última vuelta del camino. Homenaje a Pío Baroja (1994);